# Quebrada de Cámar
Quebrada de Cámar är ett periodiskt vattendrag i Chile.   Det ligger i regionen Región de Antofagasta, i den norra delen av landet, 1 100 km norr om huvudstaden Santiago de Chile.
Trakten runt Quebrada de Cámar är ofruktbar med lite eller ingen växtlighet. Trakten runt Quebrada de Cámar är nära nog obefolkad, med mindre än två invånare per kvadratkilometer.